# Berthegon
Berthegon is een gemeente in het Franse departement Vienne (regio Nouvelle-Aquitaine) en telt 281 inwoners (2005). De plaats maakt deel uit van het arrondissement Châtellerault.

## Geografie
De oppervlakte van Berthegon bedraagt 10,5 km², de bevolkingsdichtheid is 26,8 inwoners per km².
De onderstaande kaart toont de ligging van Berthegon met de belangrijkste infrastructuur en aangrenzende gemeenten.

## Demografie
Onderstaande figuur toont het verloop van het inwonertal (bron: INSEE-tellingen).